# Meriania leucantha
Meriania leucantha är en tvåhjärtbladig växtart som först beskrevs av Olof Swartz, och fick sitt nu gällande namn av Olof Swartz. Meriania leucantha ingår i släktet Meriania och familjen Melastomataceae. IUCN kategoriserar arten globalt som nära hotad. Inga underarter finns listade i Catalogue of Life.